# Severus van Ravenna

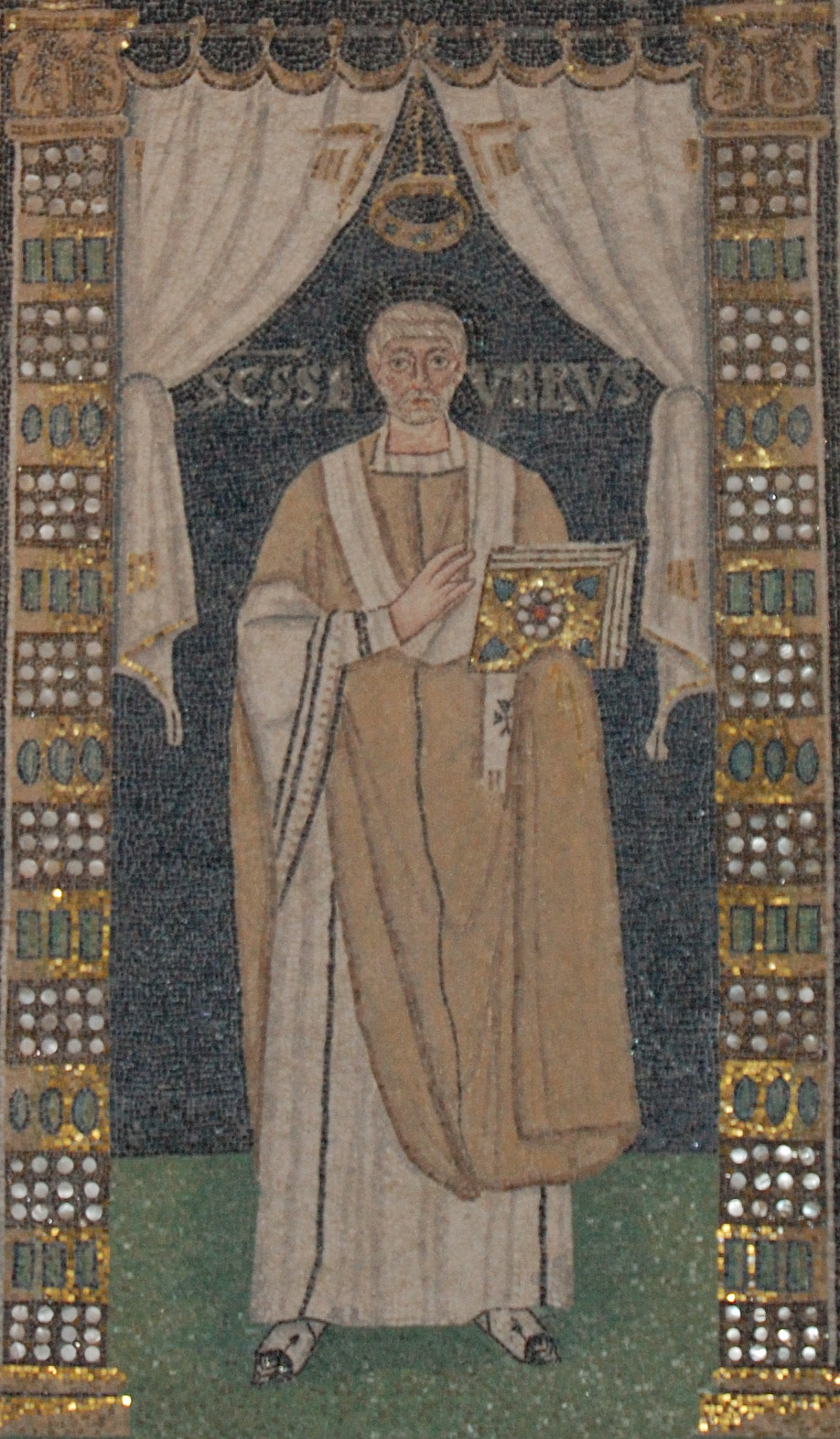
Severus van Ravenna

De heilige Severus (Ravenna - Classe, Ravenna, 1 februari, medio 4e eeuw) was wolwever van beroep. Toen hij werd voorgesteld als bisschop, streek een duif drie keer neer op hem en werd hij bisschop van Ravenna. Severus nam deel aan het concilie van Sardica in 343.
Severus is de patroon van de wevers, de spinners, politiemannen en schoen-, handschoen- en kousenmakers.
Niet ongewoon voor deze periode was Severus getrouwd. Zijn vrouw heette Vincentia en hij had ook een dochter, Innocentia. Zijn dochter en vrouw deden bij zijn bestijging tot het bisschopsambt een sluier aan. De dochter om haar maagdelijkheid aan te duiden en de moeder haar weduwschap. Dit is om aan te duiden dat hij vanaf dit punt celibatair zal leven.
Er zijn verschillende vita over het leven van Severus geschreven. In de achtste eeuw heeft een zekere Agnellus tussen 830 en 832 hem in zijn Pontificale Boek van de Kerk van Ravenna beschreven. Daarnaast heeft de Frankische monnik Liudolph kort na 858 een vita over hem geschreven na de translatie van zijn relieken en een onbekende elfde-eeuwse monnik van Classis heeft er ook één over aan hem opgedragen. Bovendien heeft de grote tegenstander van het klerikale huwelijk, Peter Damiaan, enkele preken aan hem gespendeerd in de lijn van de Gregoriaanse hervorming. Deze laatste was zelf van Ravenna.